# Isonychus lituratus
Isonychus lituratus är en skalbaggsart som beskrevs av Blanchard 1850. Isonychus lituratus ingår i släktet Isonychus och familjen Melolonthidae. Inga underarter finns listade i Catalogue of Life.